# سيف الفيل
سيف الفيل ويعرف أيضاً باسم غرب الفيل وجراد الفيل، (بالإنجليزية: Elephantopus scaber)، هو نوع من النباتات الإستوائية المزهرة تتبع عائلة Asteraceae.

## البيئة والانتشار
موطنه الأصلي، إفريقيا الاستوائية وشرق آسيا وشبه القارة الهندية وجنوب شرق آسيا وشمال أستراليا، وأمريكا اللاتينية.
يتكاثر في موطنه في الغابات الجبلية الرطبة شبه الاستوائية أو الاستوائية.

## الاستخدام
يستخدم سيف الفيل في المجالات الطبية وكدواء تقليدي، يتم إستخدام أجزاء مختلفة من النبات في الطب التقليدي الهندي الهندي كعامل قابض، ومنشط للقلب، ومدر للبول، ويستخدم لعلاج الأكزيما، والروماتيزم ، والحمى، وحصوات المثانة.

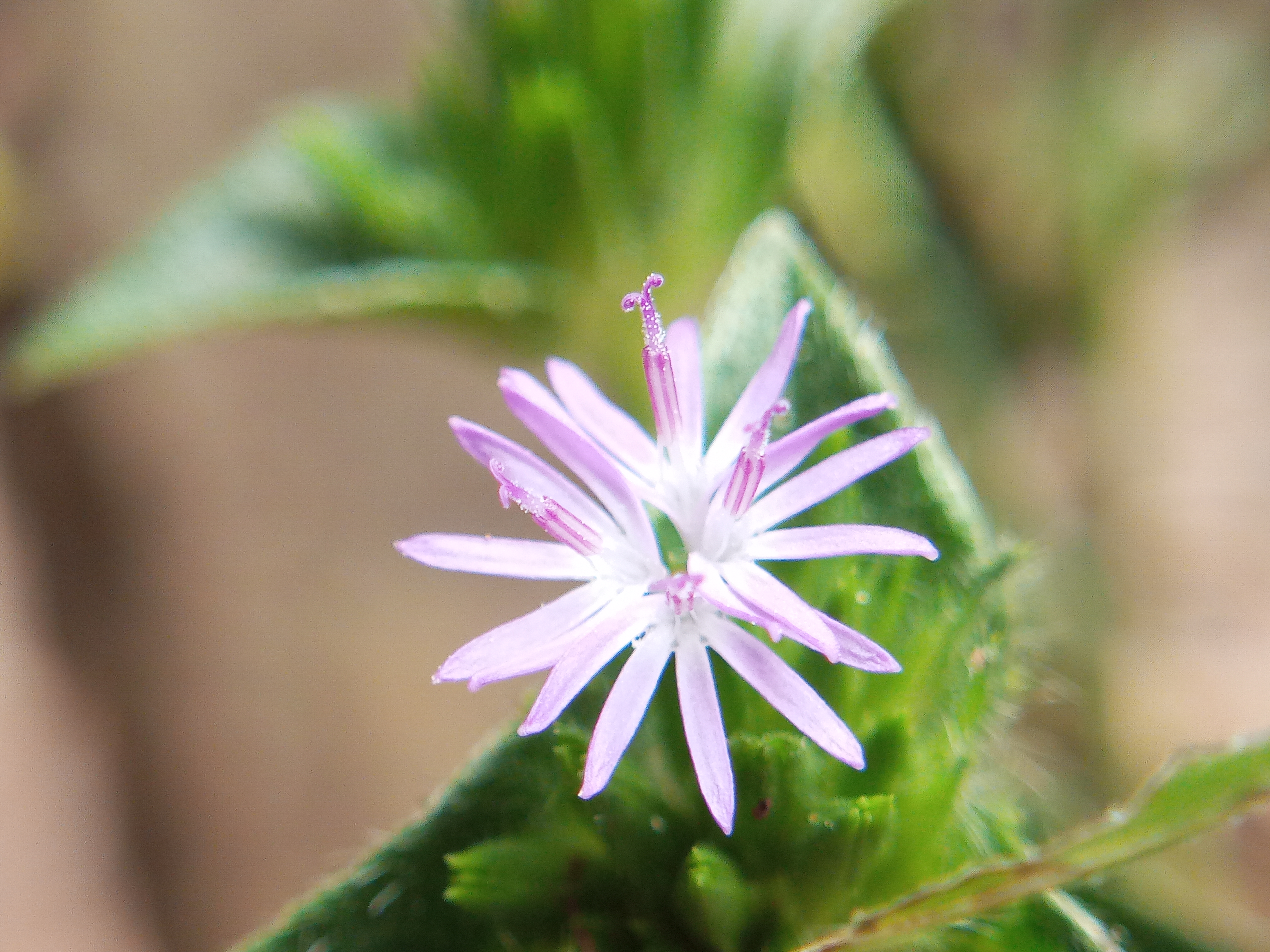
صور من نبات سيف الفيل